# Molières-Glandaz
Molières-Glandaz is een plaats en voormalige gemeente in het Franse departement Drôme in de regio Auvergne-Rhône-Alpes en telt 113 inwoners (1999).

## Geschiedenis
De gemeente maakte deel uit van het arrondissement Die tot Molières-Glandaz op 1 januari 2016 gefuseerde met Aix-en-Diois tot de gemeente Solaure en Diois. 

## Geografie
De oppervlakte van Molières-Glandaz bedraagt 2,8 km², de bevolkingsdichtheid is 40,4 inwoners per km².
De onderstaande kaart toont de ligging van Molières-Glandaz met de belangrijkste infrastructuur en aangrenzende gemeenten.

## Demografie
Onderstaande figuur toont het verloop van het inwonertal.